# یانوس بتلم
یانوس بتلم (استونیایی: Jaanus Betlem؛ زادهٔ ۹ ژانویهٔ ۱۹۶۱) استاد دانشگاه، سیاستمدار و نماینده سابق مجلس اهل استونی است.